# Lawrence Shields
Marion Lawrence „Larry” Shields (ur. 5 marca 1895 w West Chester, zm. 19 lutego 1976 w Rochester) – amerykański lekkoatleta specjalizujący się w biegach średniodystansowych, brązowy medalista letnich igrzysk olimpijskich z Antwerpii (1920) w biegu na 1500 metrów.

## Sukcesy sportowe
- dwukrotny mistrz IC4A (Intercollegiate Association of Amateur Athletes of America) w biegu na 220 jardów – 1920, 1922[1]

| Rok  | Miasto    | Zawody                      | Konkurencja                   | Wynik                    |
| ---- | --------- | --------------------------- | ----------------------------- | ------------------------ |
| 1920 | Antwerpia | letnie igrzyska olimpijskie | bieg na 1500 m bieg na 3000 m | brązowy medal 8. miejsce |

## Rekordy życiowe
- bieg na 1500 m – 4.03,0 – 1920
- bieg na 1 milę – 4:18,4 – 1922